# Élections législatives indiennes de 1957
Les élections législatives indiennes de 1957 sont les deuxièmes élections depuis l'Indépendance de l'Inde. 
Le Congrès, sous la direction de Jawaharlal Nehru, remporte un second mandat avec 371 sièges sur 492. 
La participation s'élève à 55,42 %.

## Mode de scrutin
Le scrutin a lieu au suffrage universel direct et au scrutin uninominal majoritaire à un tour dans 403 circonscriptions. 312 circonscriptions élisent un député, 91 en élisent deux.

## Résultats
| Partis                                     | Partis  | %     | Sièges (total 494) |
| ------------------------------------------ | ------- | ----- | ------------------ |
| Bharatiya Jana Sangh                       | BJS     | 5,97  | 4                  |
| Parti communiste d'Inde                    | PCI     | 8,92  | 27                 |
| Congrès national indien                    | Congrès | 47,78 | 371                |
| Praja Socialist Party                      | PSP     | 10,41 | 19                 |
| Akhil Bharatiya Hindu Mahasabha            | ABHM    | 0,86  | 1                  |
| Akhil Bharatiya Ram Rajya Parishad         | RRP     | 0,38  | 0                  |
| Chota Nagpur Santhal Parganas Janata Party | CNSPJP  | 0,42  | 3                  |
| Forward Bloc (Marxist)                     | AIFB    | 0,55  | 2                  |
| Ganatantra Parishad                        | GP      | 1,07  | 7                  |
| Jharkhand Party                            | JKP     | 0,62  | 6                  |
| Parti des paysans et ouvriers d'Inde       | PWPI    | 0,77  | 4                  |
| People's Democratic Front                  | PDF     | 0,87  | 2                  |
| Praja Party                                | PP      | 0,12  | 0                  |
| Revolutionary Socialist Party              | RSP     | 0,26  | 0                  |
| Scheduled Castes Federation                | SCF     | 1,69  | 6                  |
| Sans étiquettes                            | -       | 19,32 | 42                 |
| Anglo-Indiens nommés                       | -       | -     | 2                  |